# تابوتي
تابوتي أو كما تعرف أيضا تابوتي-بيلاتكاليم (تعني بيلاتكاليم المشرفة الملكية النسائية) صانعة عطور ملكية وأول كيميائية في العالم. وجد علماء الآثار سجلاً لأعمالها في النصوص المسمارية الطينية التي يعود تاريخها إلى 1200 قبل الميلاد في بابل القديمة ، كانت تصنع العطور ليس فقط كروائح لأغراض التجميل: بل كانت أيضا تستعمل للأغراض الطبية والطقوس الدينية على حد سواء.استعملت الزهور والزيت والقصب العطري مع ريحان القصارى والمر والبلسم [الإنجليزية]، وأضافت الماء أو المذيبات الأخرى ثم قامت تقطيرها وتصفيتها عدة مرات.

## حياتها
لم تكن تابوتي ربة منزل تصنع العطور وتبيعها كهواية. بل كانت تتولى منصبا رفيعا في بابل القديمة، حيث أظهرت النصوص الطينية أنها كانت المشرف الرسمي على صناعة العطور في القصر الملكي.
استخدمت تابوتي العديد من العمليات الكيمائية منذ أكثر من 1000 عام في صناعة العطور مثل الاستخلاص والتسامي، مما يشير إلى أنها كانت على معرفة وثيقة بالكيمياء وطرق تحضير المواد. كما وَصَفت عملية تنقيح المكونات في جهاز تقطير كيميائي لتقطير وتصفية السوائل. لا تزال الإصدارات المتطورة من هذه الأجهزة قيد الاستخدام في المختبرات اليوم، إلا أن إشارة تابوتي إلى جهاز التقطير تعتبر الأقدم في تاريخ البشرية. وهذا ما يجعلها واحدة من أوائل الكيميائيين المعروفين اليوم.
لا يُعرف سوى القليل عن خلفية تابوتي أو حياتها الشخصية، لكن التاريخ تركنا مع إحدى وصفاتها وهي إعداد مرهم عطري للملك البابلي. في هذا الأثر الرائع، تأخذ تابوتي القارئ خطوة بخطوة لإنتاج مرهم ملكي يتكون من الماء، والزهور، والزيت ومادة أخرى تسمى الكالاموس (وهي إما تشير إلى عشب الليمون أو أو نبات يشبه القصب) حيث لا يزال يُستخدم في صناعة العطور حتى اليوم.
تابوتي ليست المرأة الوحيدة المذكورة في الألواح المسمارية حول صناعة العطور. فقد ذُكرت كيميائية أخرى في هذه السجلات ، على الرغم من فقدان النصف الأول من اسمها. فإن اسمها الثاني هو «[-] نينو» ، حيث وُصفت بأنها مؤلفة نص عن صناعة العطور.
بالرغم من أنه لا يُعرف سوى القليل عن تابوتي ونينو خارج هذا اللوح الطيني ، فإنه يُظهر أن النساء وصلن إلى مراتب عالية في مجالات العلوم والتكنولوجيا والهندسة منذ أمد بعيد.